# Buick Regal
Buick Regal – samochód osobowy klasy wyższej, a następnie klasy średniej produkowany pod amerykańską marką Buick w latach 1972–2020 oraz od 2002 roku na rynku chińskim. Od 2017 roku produkowana jest szósta generacja modelu.

## Pierwsza generacja

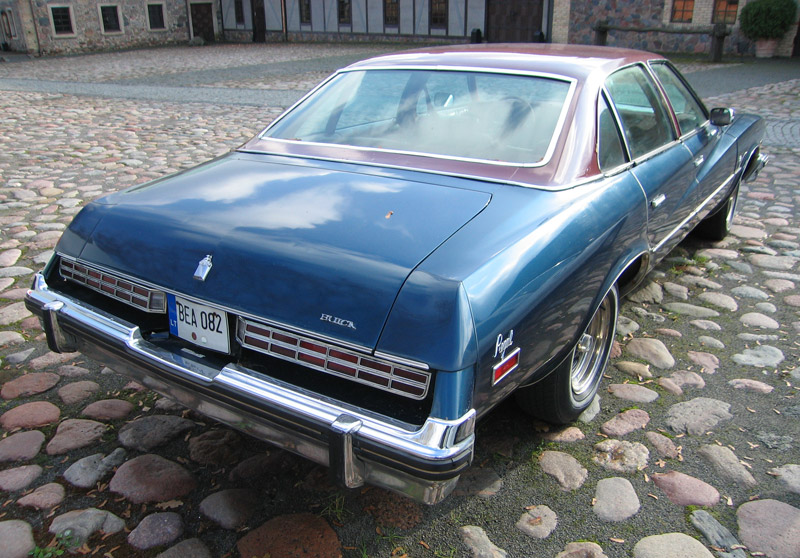
Buick Regal I - tył

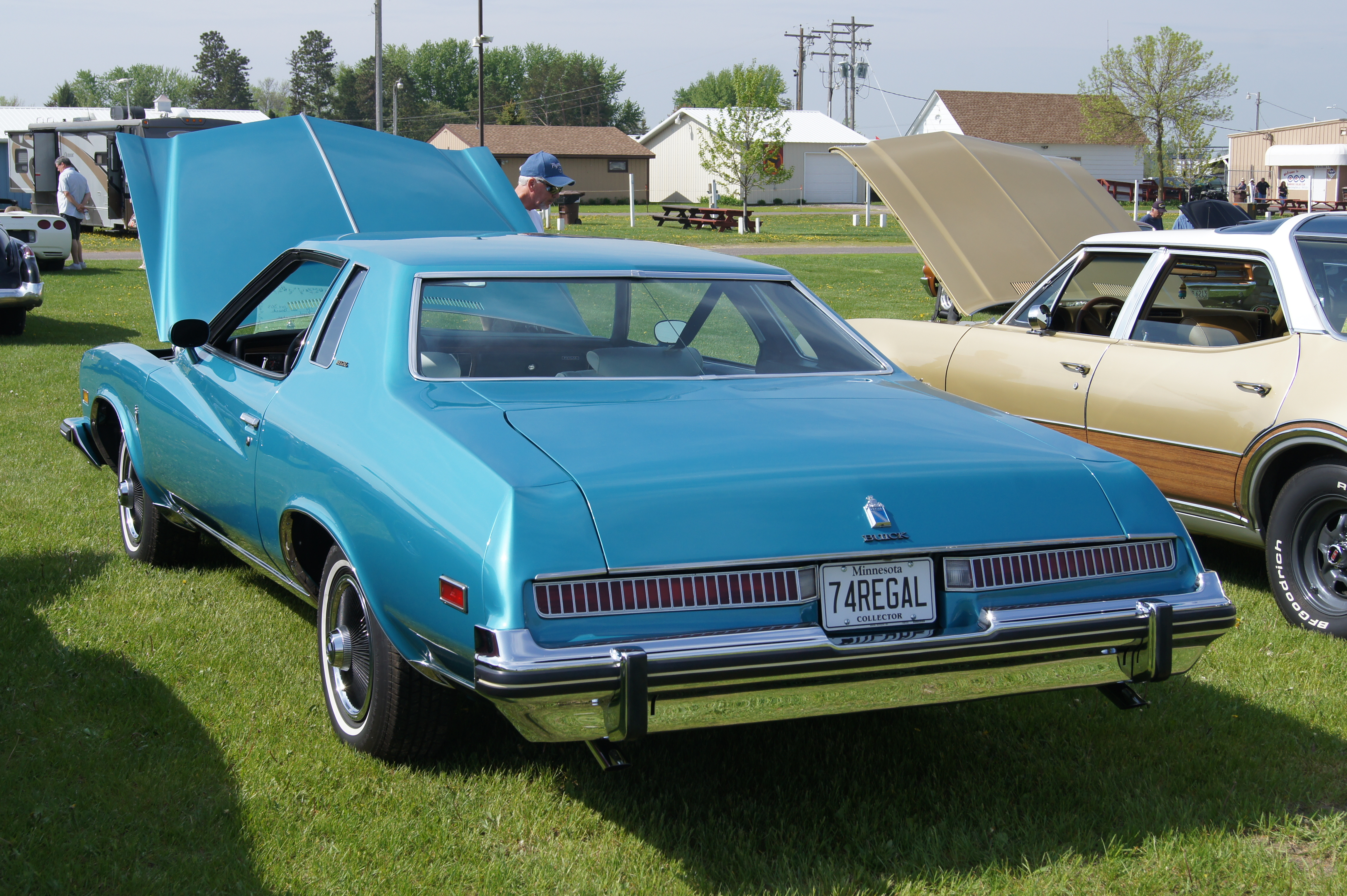
Buick Regal I Coupe

Buick Regal I został zaprezentowany po raz pierwszy w 1972 roku.
Regal trafił po raz pierwszy do oferty Buicka pod koniec 1973 roku, będąc jednym z największych samochodów w ofercie. Podstawową odmianą w gamie nadwoziowej okazało się coupe, a ponadto Regal I oferowany był także jako 4-drzwiowy sedan. Samochód miał charakterystyczne, typowe dla amerykańskiej motoryzacji lat 70. proporcje - nadwozie długie na 5 metrów było masywne, szerokie i kanciaste, wzbogacone licznymi chromowanymi ozdobnikami. Podobnie jak model Riviera, Regal I był dostępny także z opcjonalnym innym malowaniem dachu, włącznie z możliwością pokrycia go materiałem.

### Silniki
- V6 3.8l Buick
- V8 5.7l Buick
- V8 7.5l Buick

## Druga generacja

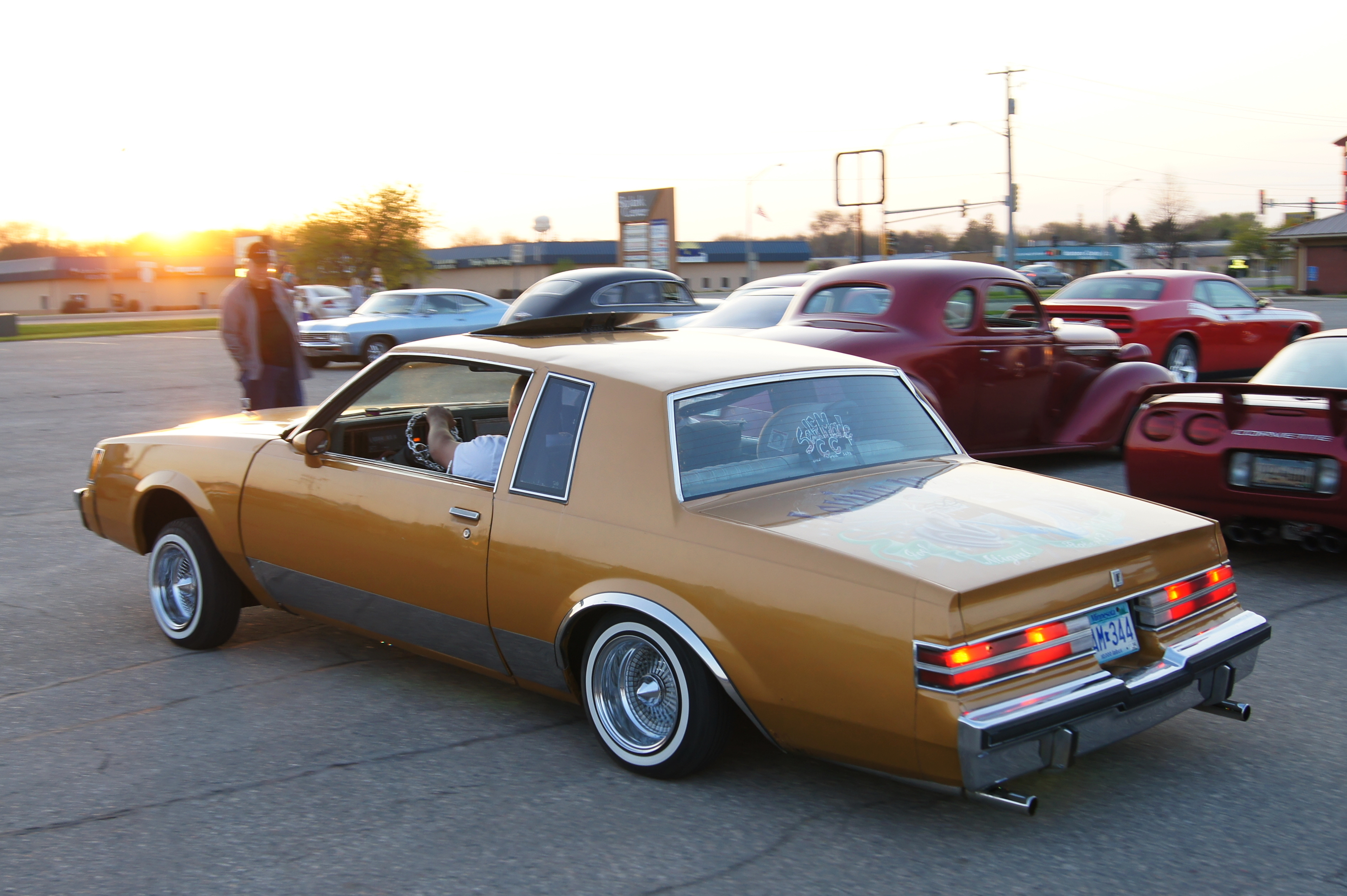
Buick Regal II - tył

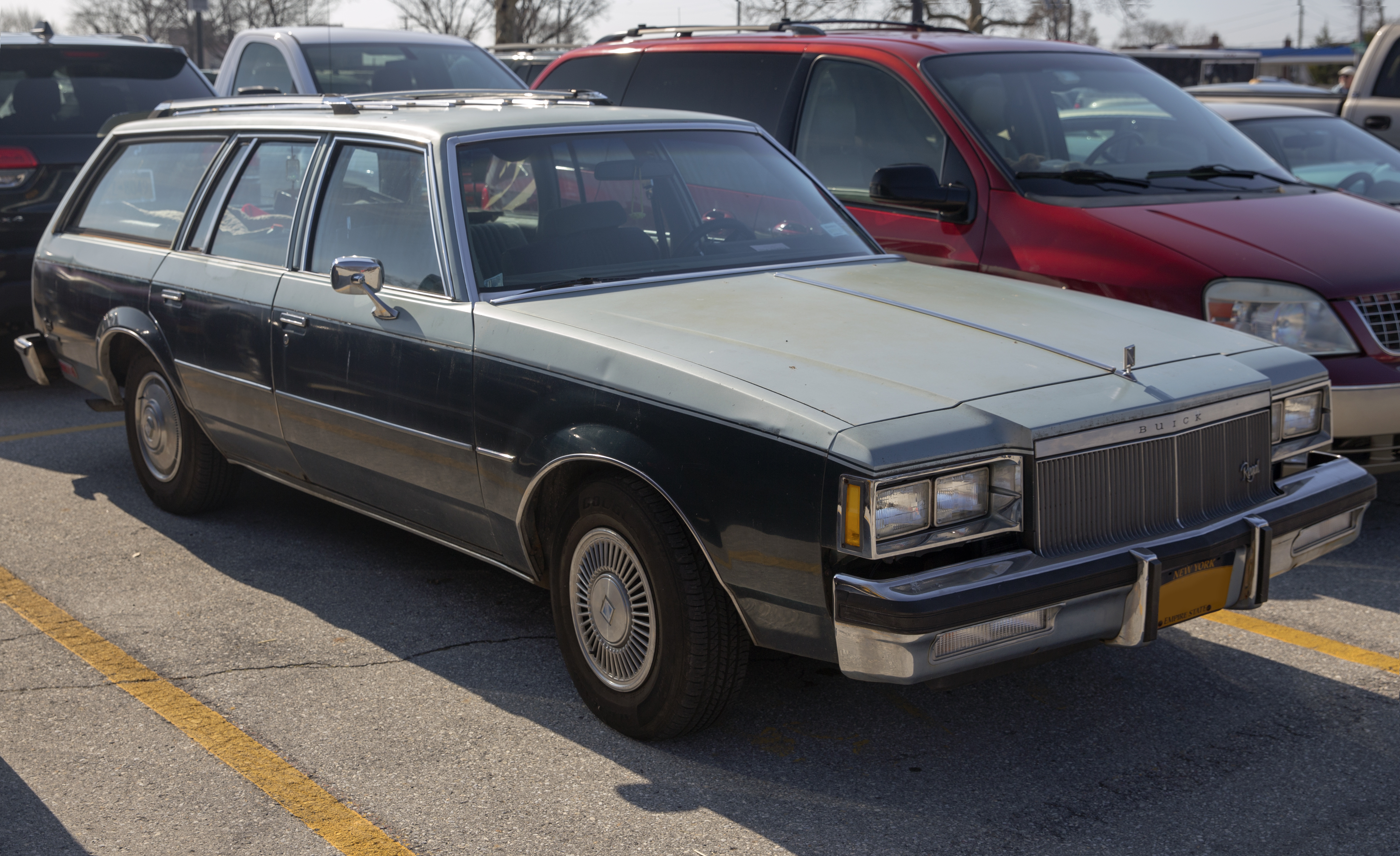
Buick Regal II Kombi

Buick Regal II został zaprezentowany po raz pierwszy w 1977 roku.
Druga generacja Buicka Regal pojawiła się na rynku na przełomie 1977 i 1978 roku, przechodząc w stosunku do poprzednika ewolucyjny zakres zmian. Samochód stał się wyraźnie krótszy i lżejszy, zyskując mniej luksusowy charakter. Oferta nadwoziowa została po raz pierwszy rozbudowana także o wariant kombi, jednak razem z sedanem został on wycofany z oferty już w 1983 roku po 5 latach produkcji.  Przez 10 lat rynkowej obecności, Regal II przeszedł kilka drobnych modernizacji.

### Silniki
- V6 3.2l Buick
- V6 3.8l Buick
- V6 3.8l Buick
- V6 4.1l Buick
- V6 4.3l Oldsmobile
- V8 4.3l Pontiac
- V8 4.9l Pontiac
- V8 5.0l Chevrolet
- V8 5.0l Oldsmobile
- V8 5.7l Oldsmobile

## Trzecia generacja

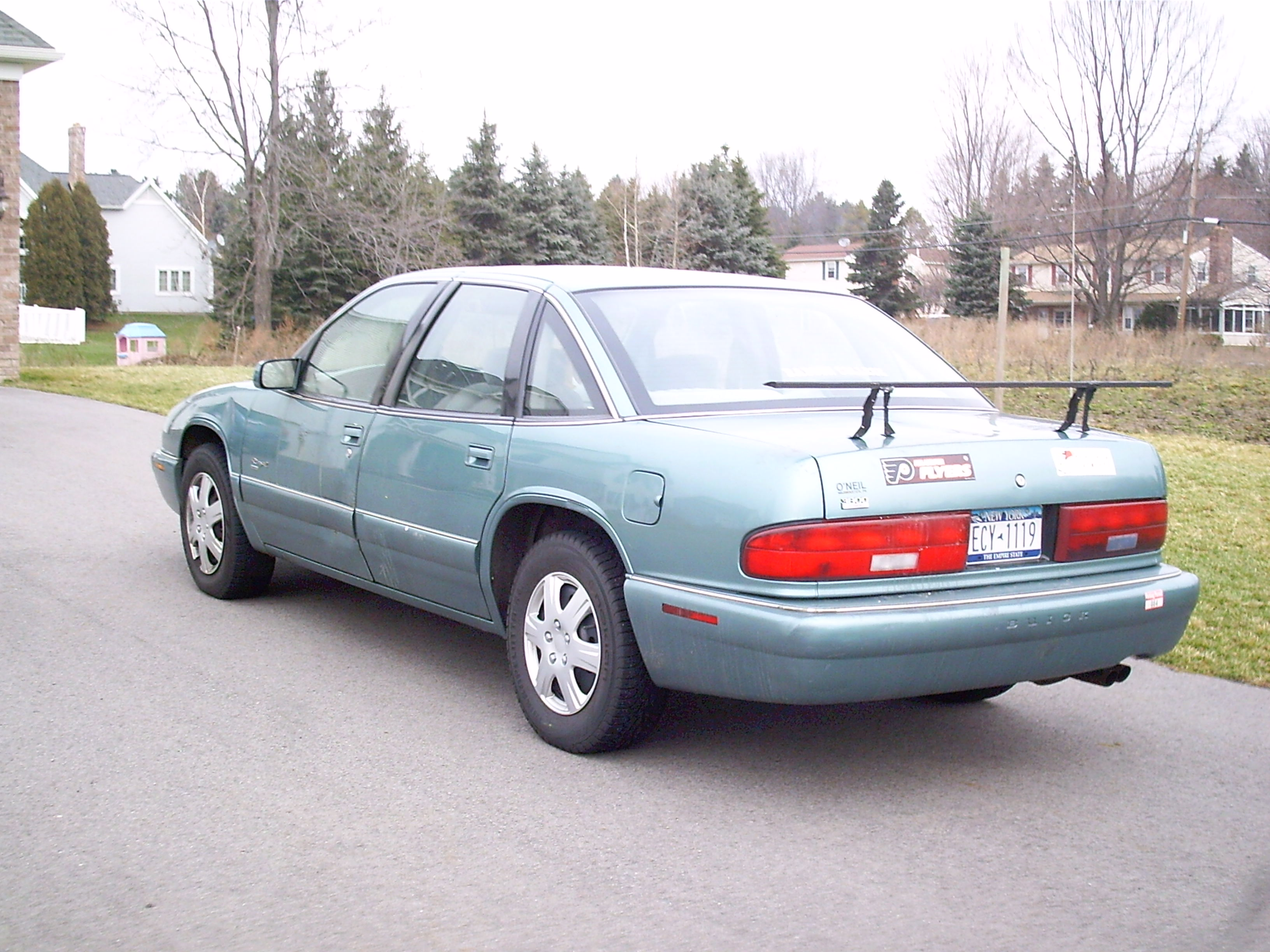
Buick Regal III - tył

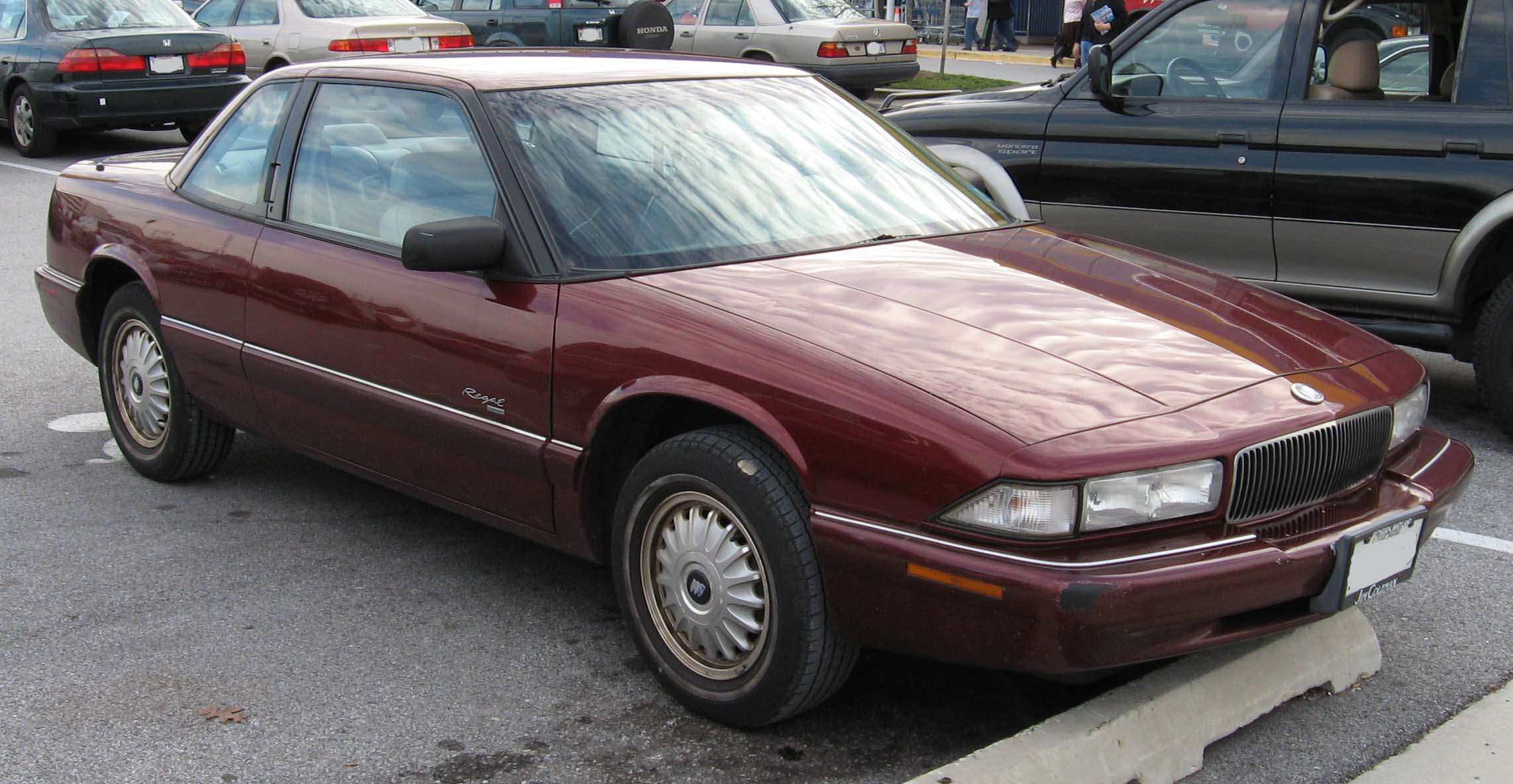
Buick Regal III Coupe

Buick Regal III został zaprezentowany po raz pierwszy w 1987 roku.
Jesienią 1987 roku Buick przedstawił zupełnie nowego Regala trzeciej generacji, który całkowicie zerwał z wizerunkiem poprzedników i przyjął nową koncepcję. Zgodnie z panującymi trendami w amerykańskiej motoryzacji z końca lat 80., samochód stał się jeszcze mniejszy i zyskał awangardowe, płynne linie nadwozia liczne strzelistych akcentów i charakterystyczną, podłużną maskę. Zmniejszenie wymiarów zewnętrznych przełożyło się na lżejsze nadwozie, mniejszą pojemność dostępnych silników i lepszą zwrotność w czasie jazdy.
Po raz ostatni w historii serii modelowej Regal, samochód oferowany był również jako 2-drzwiowe coupe. Po zakończeniu produkcji w 1996 roku, odmiana ta na trwałe zniknęła z rynku.

### Silniki
- V6 2.8l X
- V6 3.1l X
- V6 3.8l Buick

## Czwarta generacja

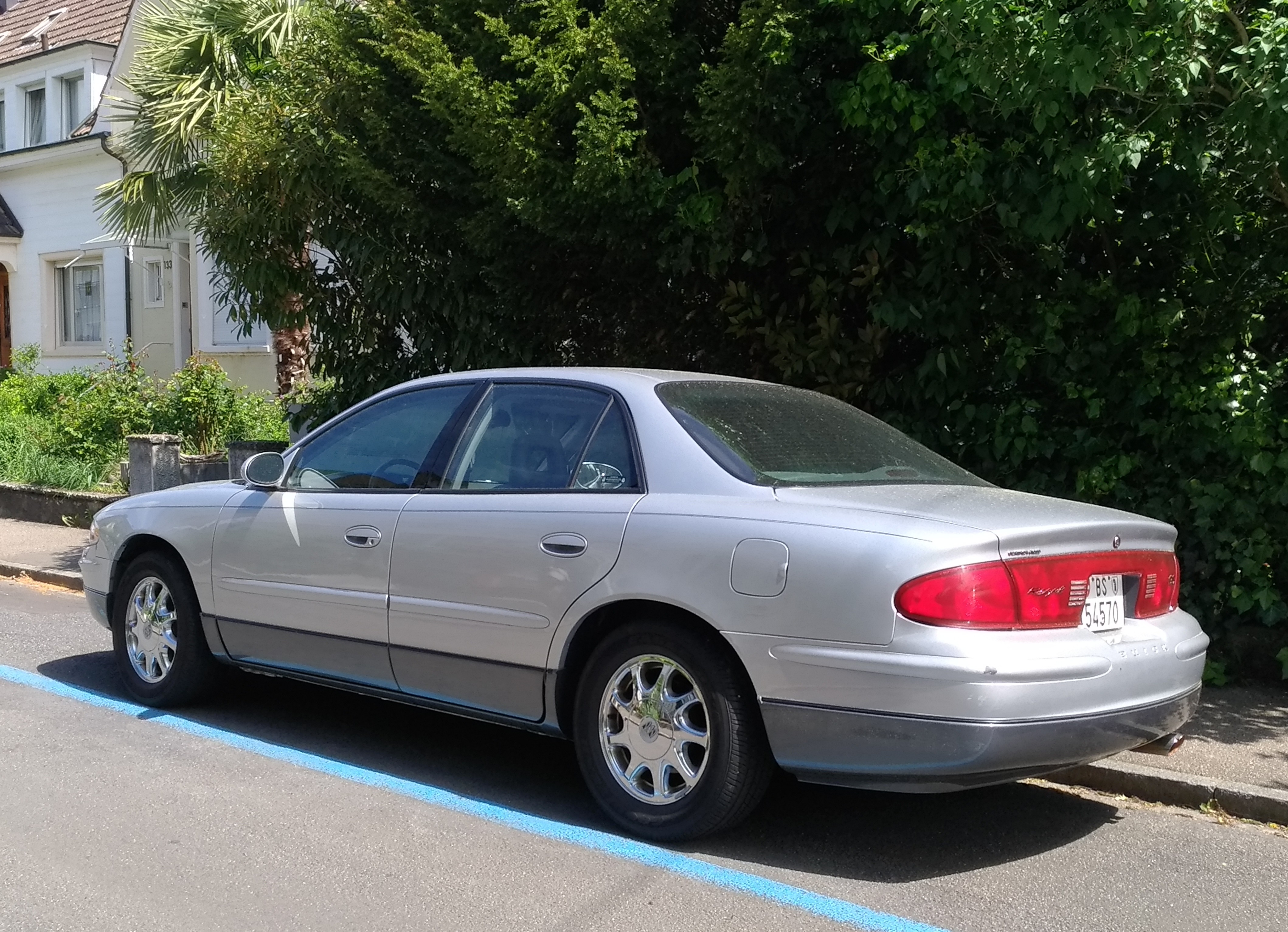
Buick Regal IV - tył

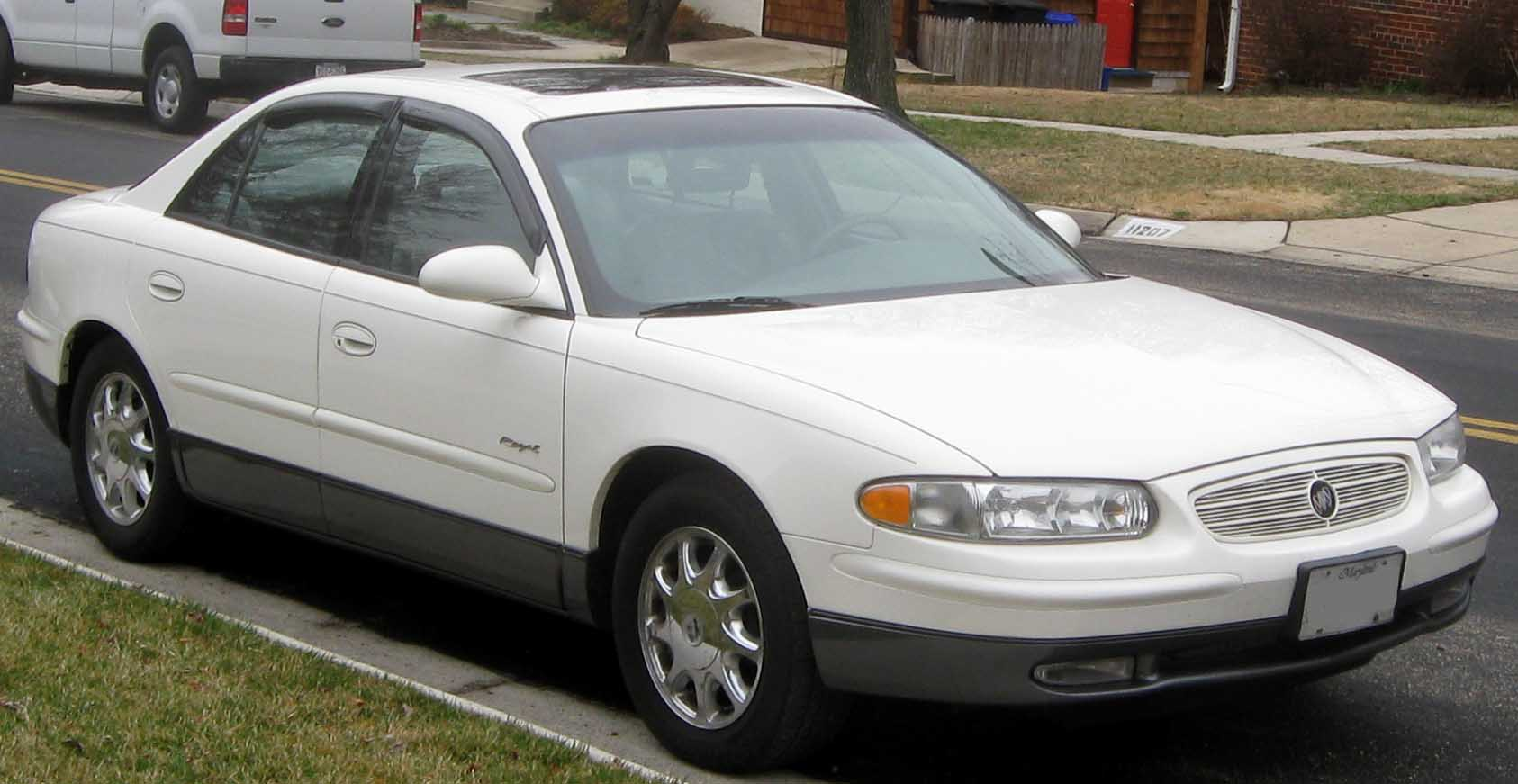
Buick Regal IV GSE

Buick Regal IV został zaprezentowany po raz pierwszy w 1996 roku.
Czwarta generacja Regala zadebiutowała po raz pierwszy pod koniec 1996 roku, ponownie przynosząc gruntowne zmiany w stosunku do dotychczasowego modelu. Samochód utrzymano w nowej estetyce marki znanej już z modelu Riviera, przez co w wyglądzie dominowały eliptyczne i krągłe kształty, na czele z charakterystycznymi tylnymi lampami biegnącymi przez całą szerokość pojazdu. Buick Regal IV powstał na technice pokrewnego Cadillaka Seville, dzieląc z nim nie tylko platformę, ale i nawiązując do niego proporcjami nadwozia.
Po zakończeniu produkcji w 2004 roku, Buick zdecydował się wycofać w Ameryce Północnej z użytku nazwę Regal po 30 latach obecności na rynku na rzecz zupełnie nowego modelu. W drugiej połowie 2004 roku Regala zastąpił LaCrosse pierwszej generacji.

### Silnik
- L4 2.0l L34
- V6 2.5l LB8
- V6 3.0l LW9
- V6 3.8l Series II

### Wersja chińska

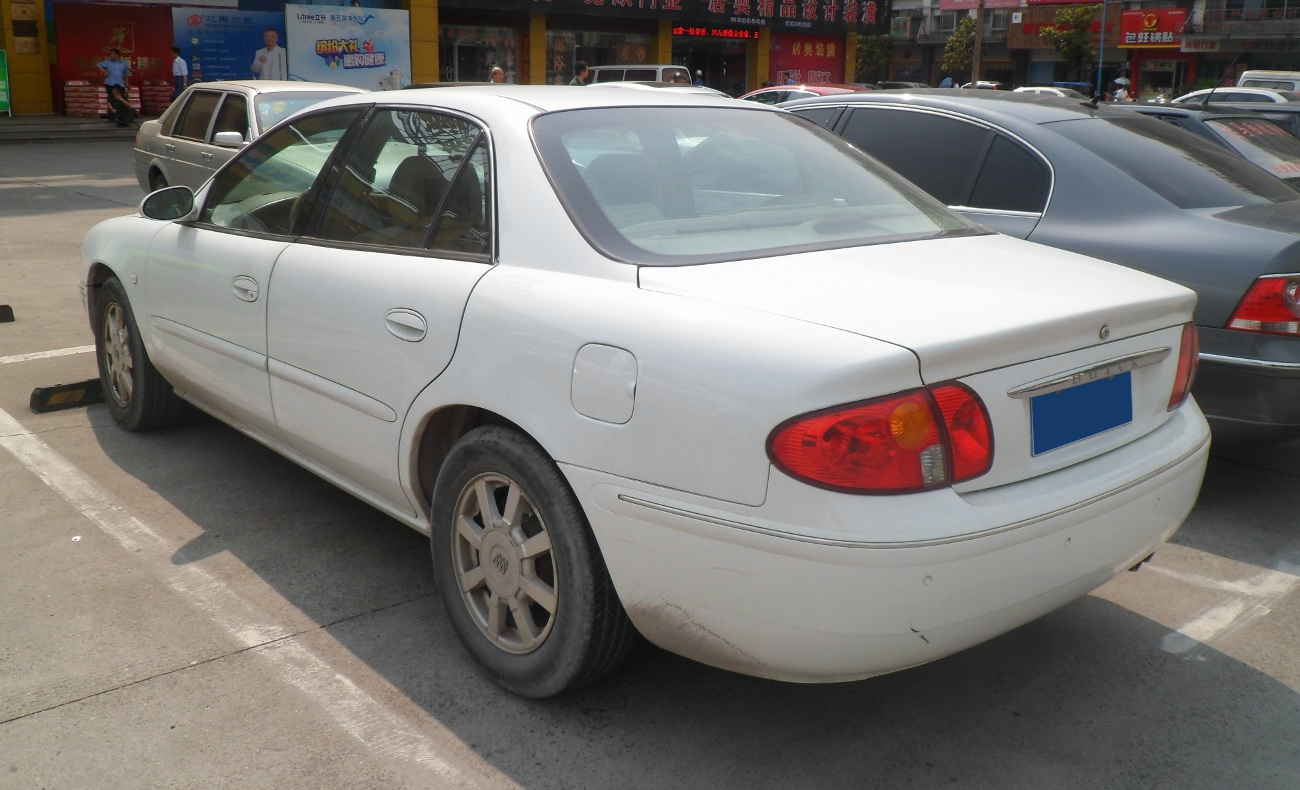
Buick Regal IV - tył

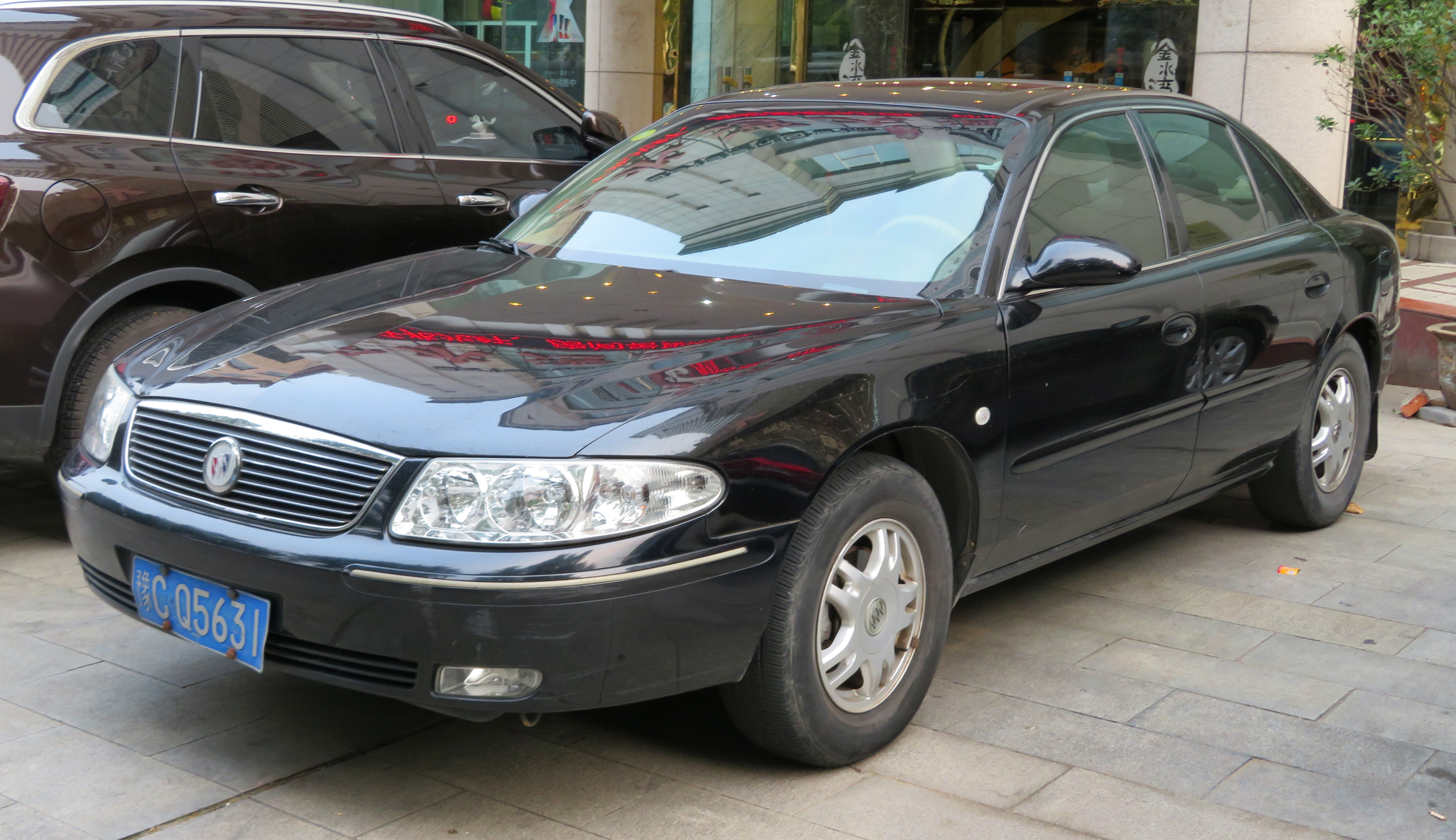
Buick Regal IV w Szanghaju

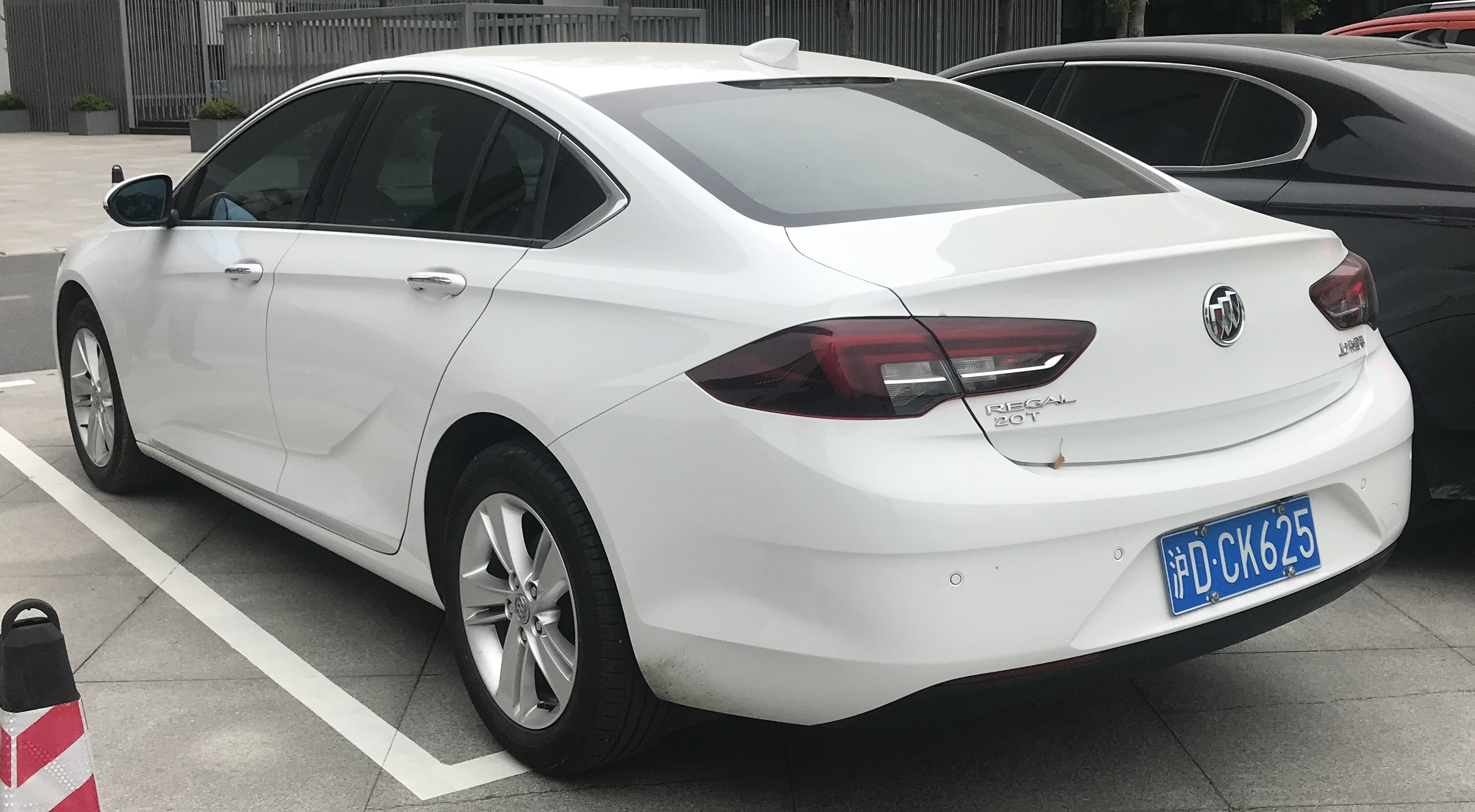
Buick Regal VI - tył

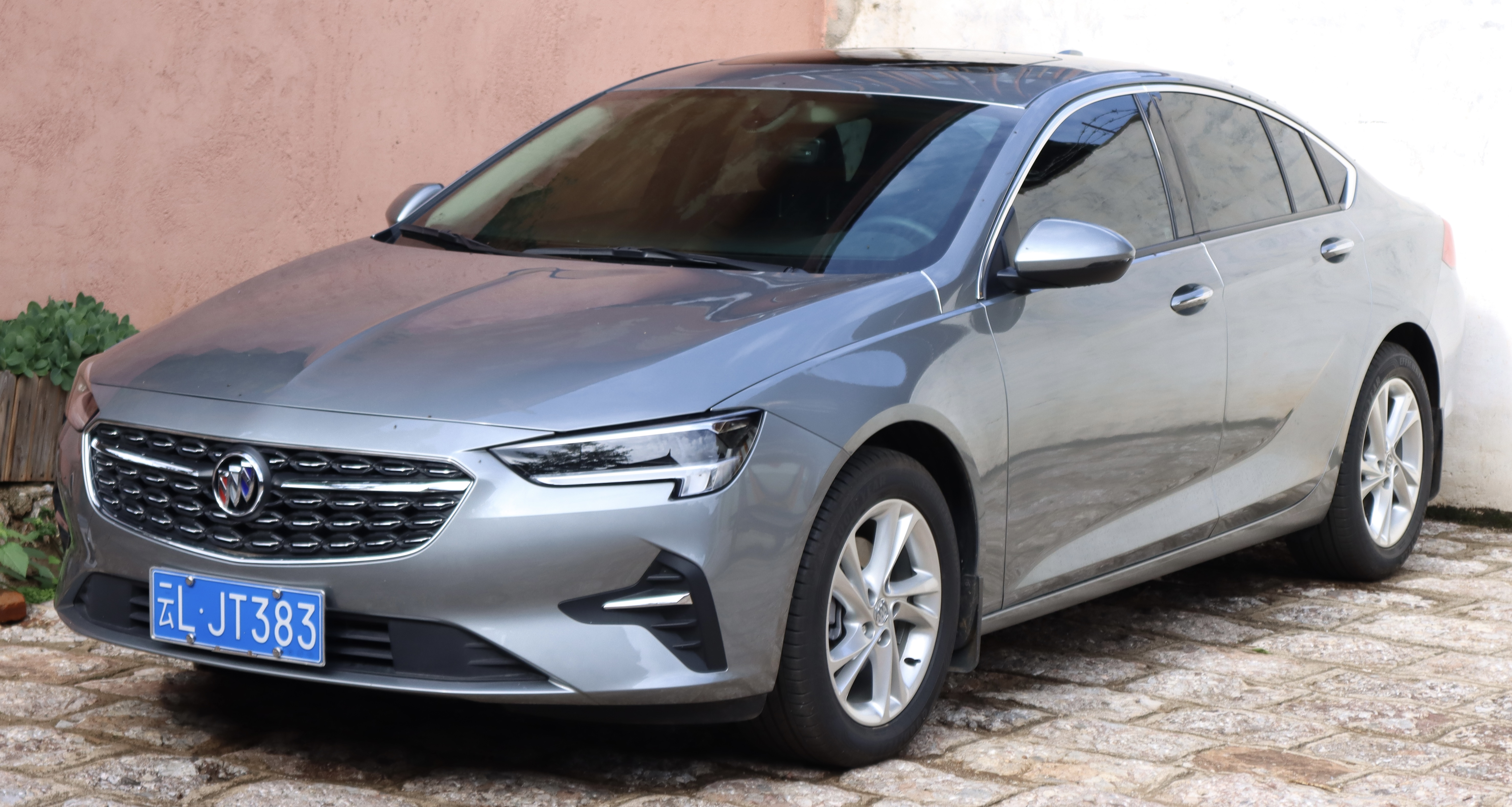
Buick Regal VI po liftingu

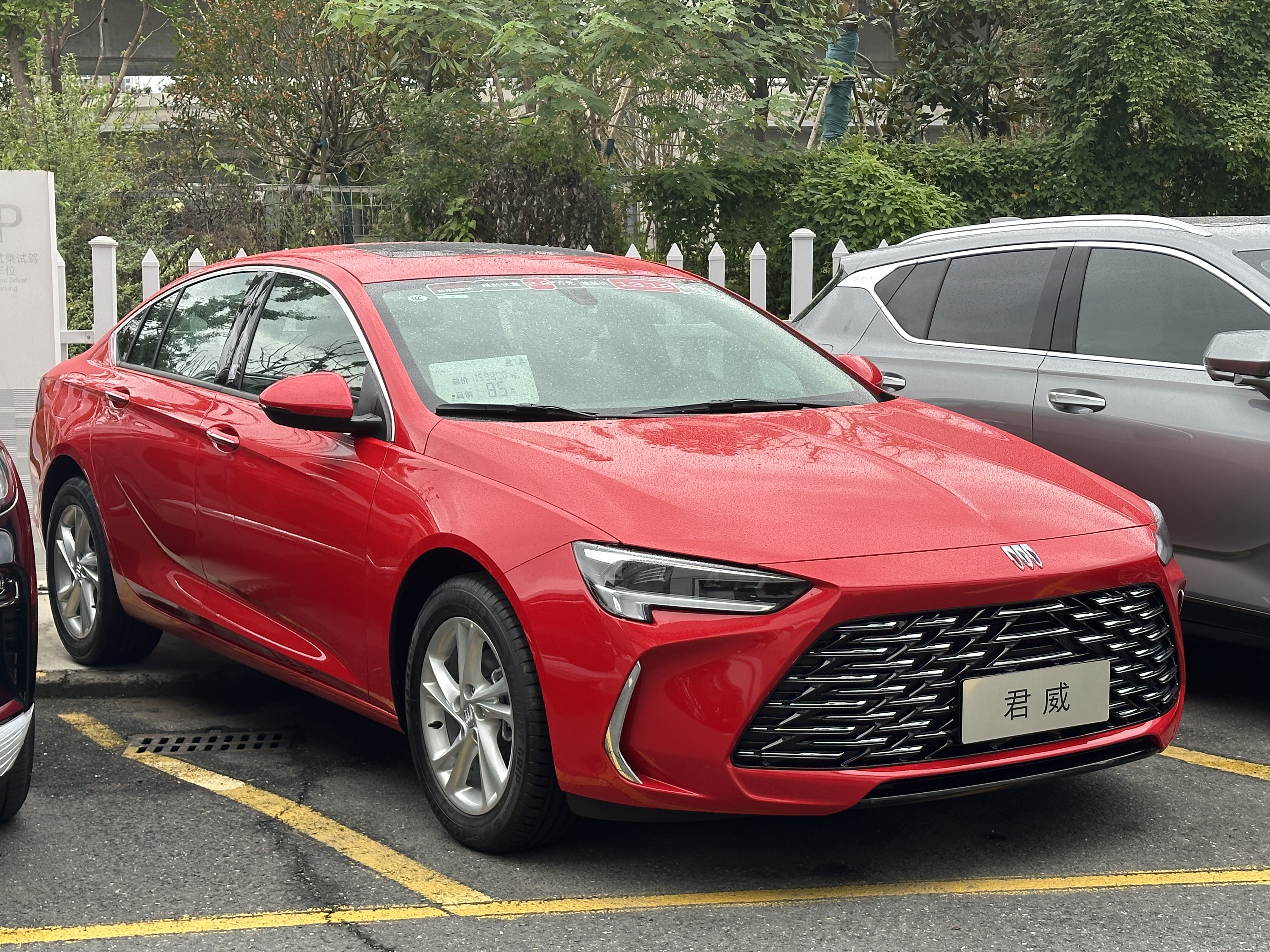
Buick Regal VI po drugim liftingu

Buick Regal IV został zaprezentowany po raz pierwszy w 1999 roku.
Po wkroczeniu na chiński rynek w drugiej połowie lat 90., Buick postanowił głęboko zmodyfikować Regala IV znanego z rynku Ameryki Północnej. W porównaniu do pierwowzoru, Regal na rynek chiński otrzymał inaczej stylizowany przód z większymi reflektorami, inaczej ukształtowaną atrapą chłodnicy i innymi zderzakami. Zmodyfikowano także tylną część nadwozia, montując jednoczęściowe lampy. Ponadto, samochód na potrzeby lokalnego rynku otrzymał inną, manualną skrzynię biegów oraz odrębne jednostki napędowe.
Produkcja chińskiego Regala trwała od 1999 roku i pomimo zakończenia produkcji wersji amerykańskiej w 2004 roku, na której bazował, wytwarzano go w zakładach GM-Shanghai w Szanghaju aż do 2008 roku, zachowując ciągłość modelową.

### Filipiny
Chiński Buick Regal był eksportowany także na pobliski rynek filipiński, gdzie oferowany był pod marką Chevrolet jako topowy model uzupełniający tamtejszą ofertę pod nazwą Chevrolet Lumina. Pod kątem wizualnym odróżnił się on jedynie inaczej ukształtowaną osłoną chłodnicy z centralnie umieszczonym logo producenta.

### Silniki
- L4 2.0l L34
- V6 2.5l LB8
- V6 3.0l LW9

## Piąta generacja

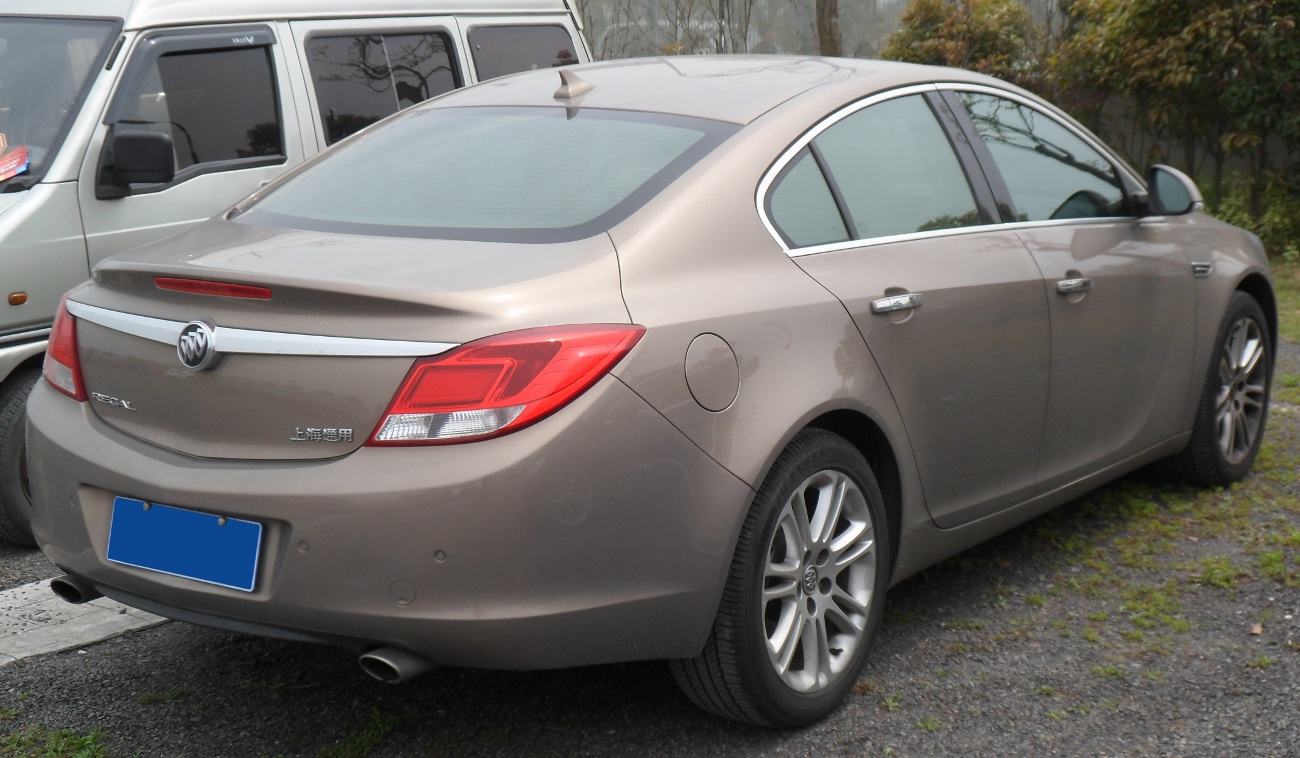
Buick Regal V - tył

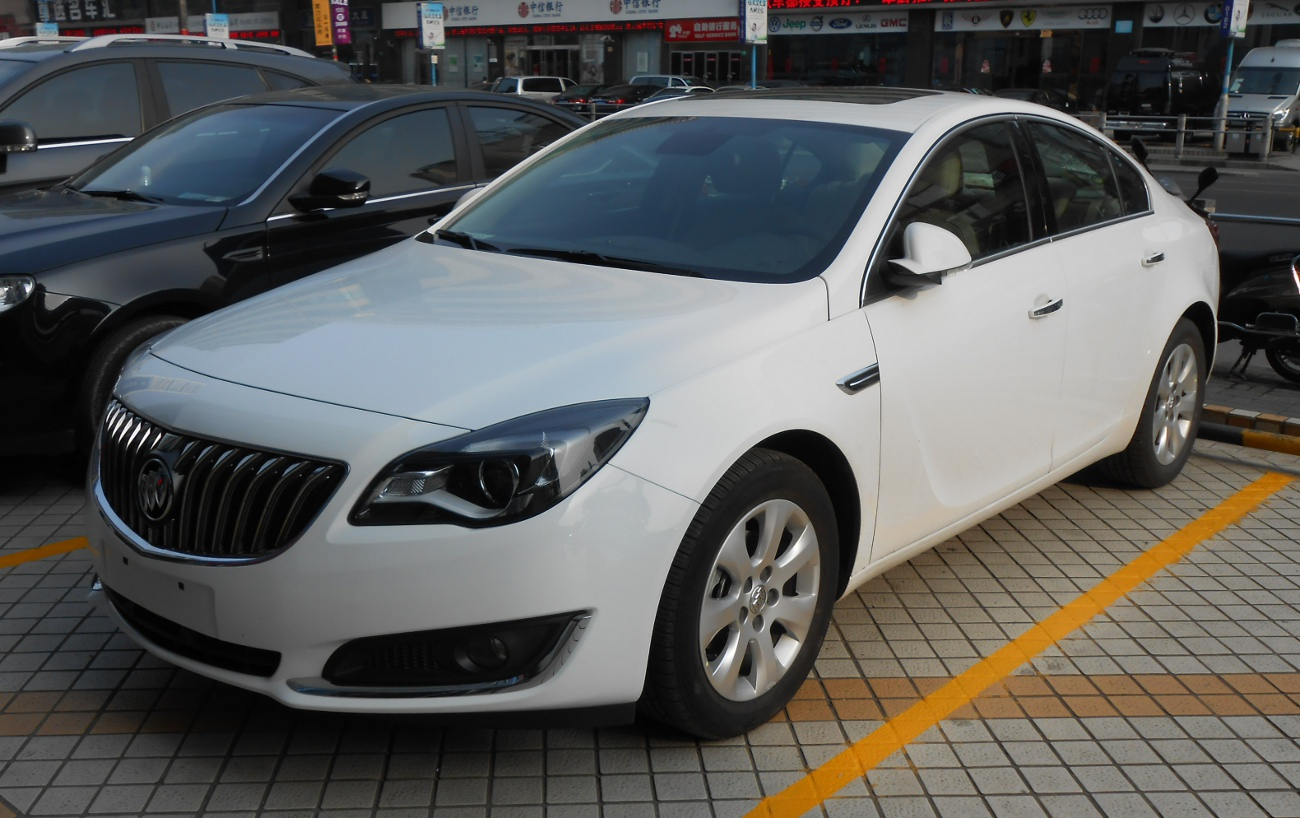
Buick Regal V po liftingu

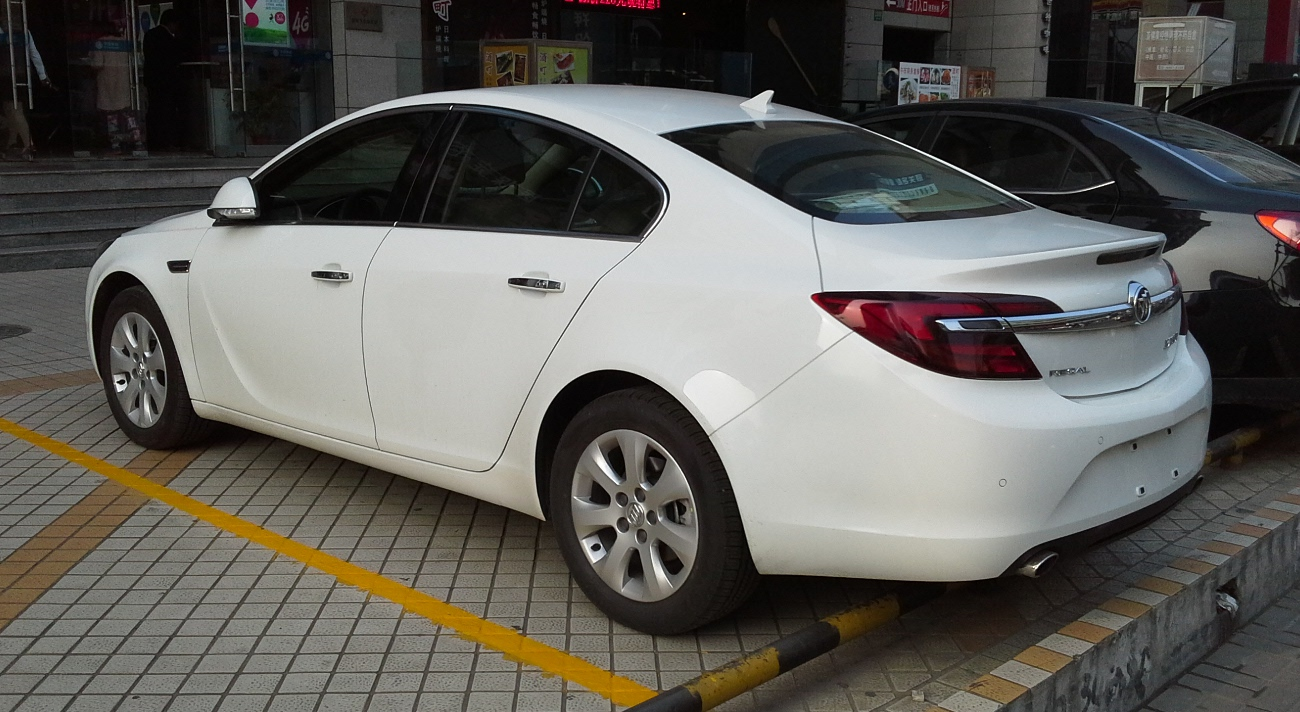
Buick Regal V - tył o liftingu

Buick Regal V został zaprezentowany po raz pierwszy w 2008 roku.
4 lata po zakończeniu produkcji Regala IV oraz kilka tygodni po wycofaniu z chińskiego rynku lokalnie budowanego wariantu, Buick zdecydował się przedstawić zupełnie nowy model na oba rynki. W ten sposób, nazwę Regal przywrócono do użytku w USA i Kanadzie. Piąta generacja modelu nie była jednak samodzielną konstrukcją Buicka, a jedynie delikatnie zmodyfikowanym europejskim Oplem Insignią. W porównaniu do jego, Regal V zyskał inne wypełnienie atrapy chłodnicy i nieznacznie zmodyfikowane koło kierownicy.
Aby sprawniej sprostać rynkowemu zapotrzebowaniu zarówno w Ameryce Północnej, jak i Chinach, Buick zdecydował się ulokować produkcję Regala V zarówno w kanadyjskich zakładach General Motors w mieście Oshawa, jak i w chińskiej fabryce GM-Shaghai w Szanghaju.

### Lifting
Wiosną 2014 roku Buick przedstawił Regala V po gruntownej modernizacji, która objęła identyczny zakres co w przypadku europejskiego Opla Insigni. Pojawił się zupełnie nowy kształt reflektorów, większa atrapa chłodnicy z nowym wypełnieniem, a także inne tylne lampy z nową, chromowaną poprzeczką. Gruntownie przeprojektowano też konsolę centralną, redukując liczbę przycisków, a także zamontowano nowe koło kierownicy. Lifting objął zarówno rynek północnoamerykański, jak i chiński.

### Silniki
- L4 1.6l LLU
- L4 2.0l LTD
- L4 2.0l LDK
- L4 2.4l LE5

## Szósta generacja

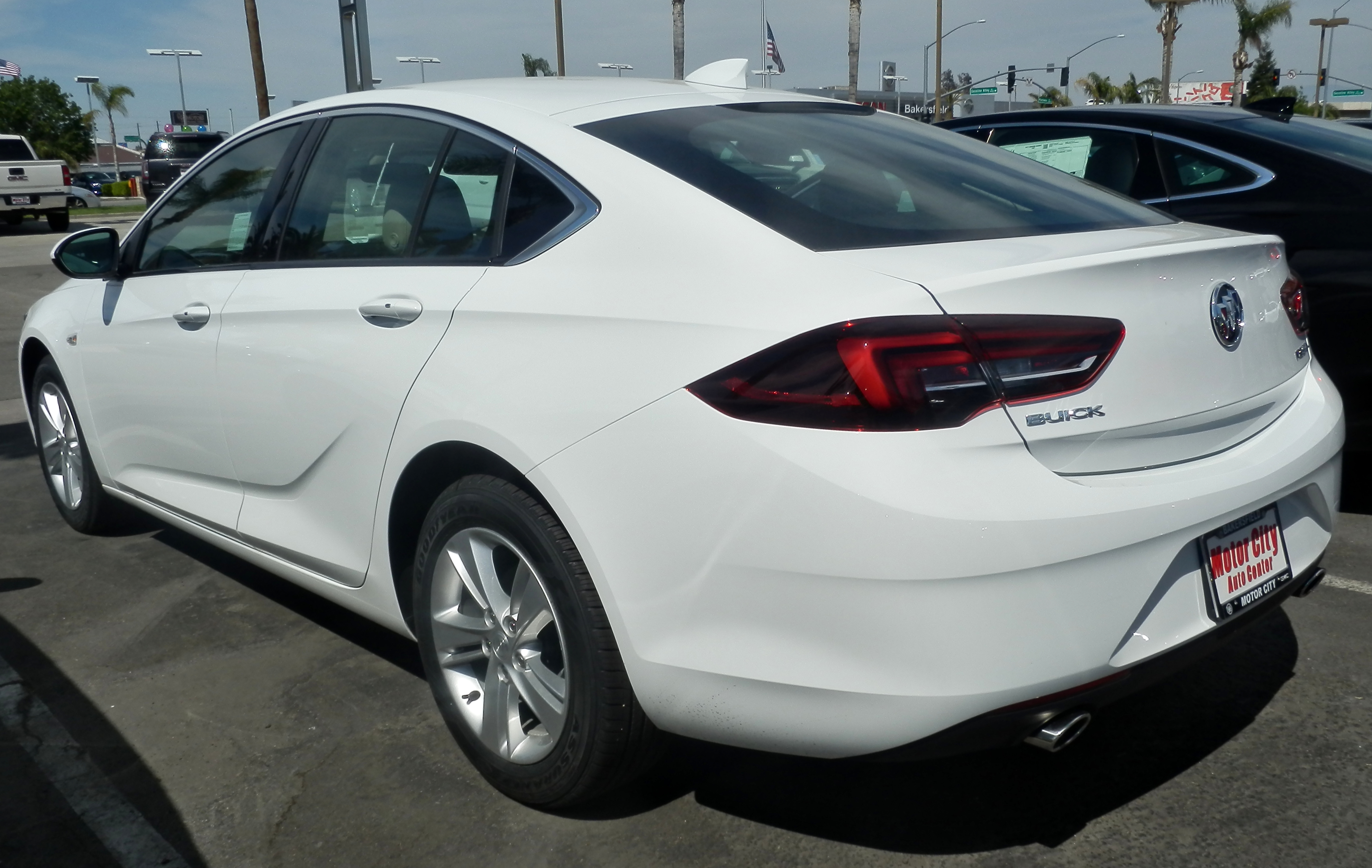
Buick Regal VI Sportback - tył

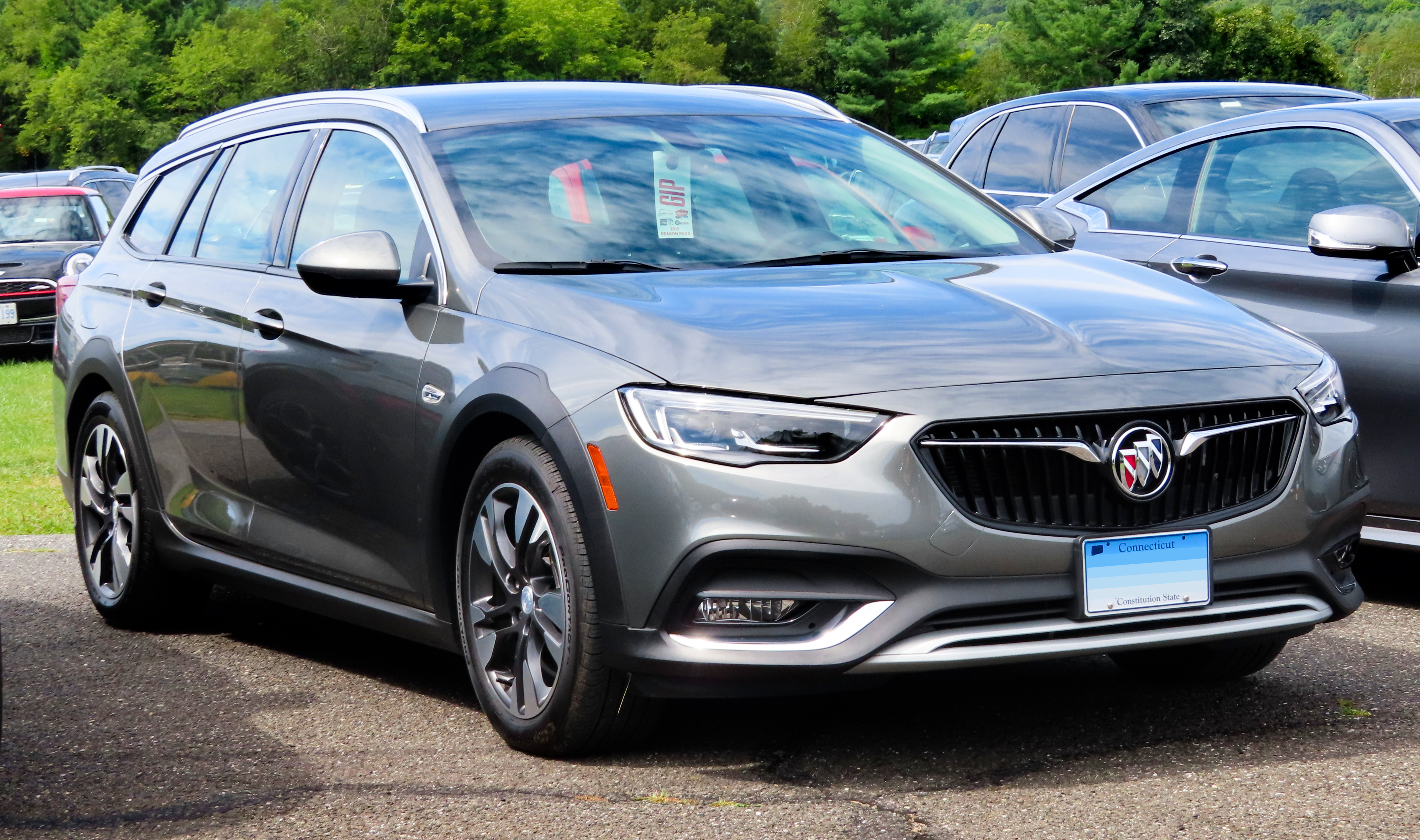
Buick Regal VI TourX

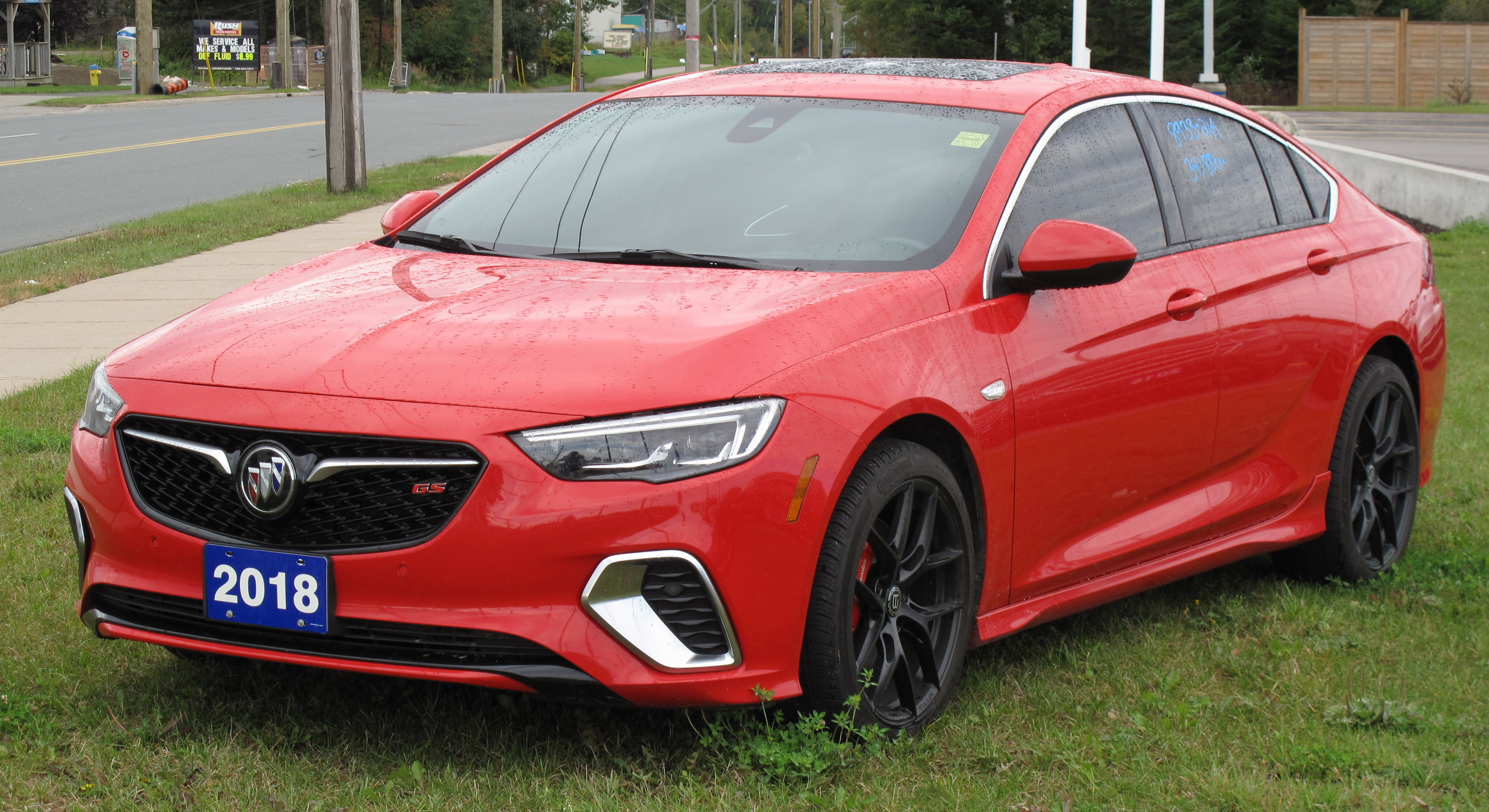
Buick Regal VI GS

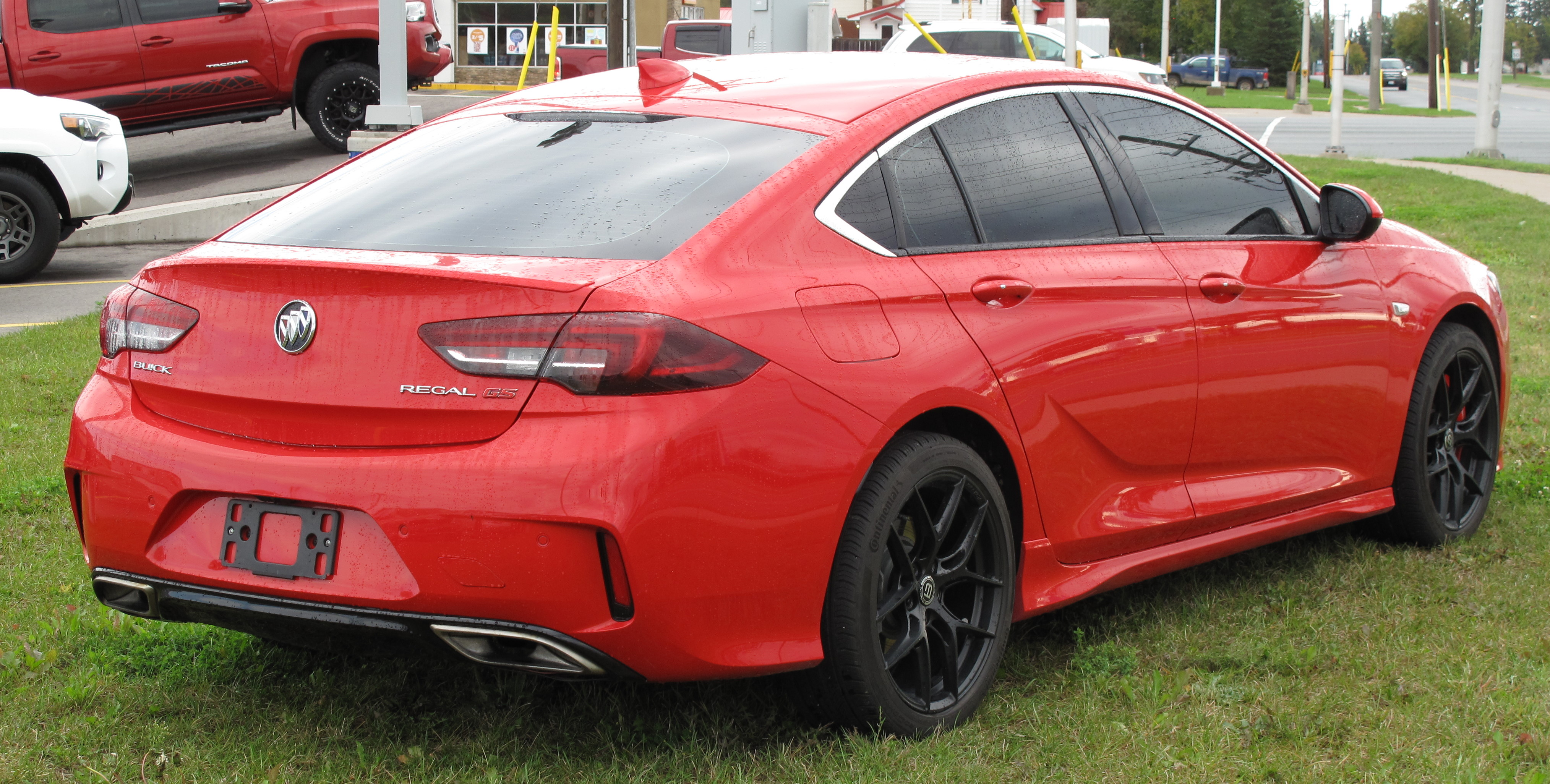
Buick Regal VI GS - tył

Buick Regal VI został zaprezentowany po raz pierwszy w 2017 roku.
Prezentując szóstą generację Regala w kwietniu 2017 roku, Buick zdecydował się ponownie skorzystać z europejskiej konstrukcji Opla, tworząc bliźniaczy model w stosunku przedstawionej 3 miesiące wcześniej Insignii drugiej generacji. Po raz pierwszy w historii Regala, jego najnowsze wcielenie nie było produkowane w Ameryce Północnej, lecz odtąd było importowane z niemieckiej fabryki Opla w Rüsselsheim. Ponadto, Regal VI dostępny był w Stanach Zjednoczonych i Kanadzie w bazowej wersji już nie jako 4-drzwiowy sedan, lecz jako 5-drzwiowy liftback Regal Sportback. Ofertę uzupełniła też druga wersja nadwoziowa - uterenowione kombi Regal TourX.
Sprzedaż Regala VI w obu wariantach nadwoziowych ruszyła w Ameryce Północnej w czerwcu 2017 roku.

### Koniec produkcji
Z zaledwie 11,5 tysiąca sprzedanych sztuk w pierwszym półroczu sprzedaży i ledwie 14,1 tysiącami wyprzedanych Regalów w 2018 roku, samochód nie zdobył popularności wśród amerykańskich konsumentów. Już w lipcu 2018 roku pojawiły się spekulacje, że Regal z powodu malejącego popytu może zostać wycofany trwale ze sprzedaży w ciągu najbliższych 3 lat.
Ostatecznie, decyzja o zakończeniu importu Buicka z niemieckiej fabryki Opla i tym samym zakończeniu sprzedaży tego pojazdu w Ameryce Północnej została ogłoszona w grudniu 2019 roku. Jako uzasadnienie podano niewielką popularność i znikomy udział Regala we wszystkich sprzedanych modelach marki (10%).
Oba warianty Regala pozostały w ofercie w 2020 roku, po czym trwale zniknęły z salonów. Decyzja o zakończeniu produkcji oznaczała jednocześnie, że po raz pierwszy w ponad 116-letniej historii marki Buick przestano oferować na rodzimym rynku samochody osobowe. Odtąd, producent skupił się w USA i Kanadzie na oferowaniu wyłącznie SUV-ów i crossoverów.

### Silniki
- L4 2.0l LTG
- V6 3.6l LGX

### Wersja chińska
Buick Regal VI został zaprezentowany po raz pierwszy w 2017 roku.
Kilka dni po prezentacji amerykańskiego Regala szóstej generacji, chiński oddział Buicka przedstawił swój wariant. W przeciwieństwie do tamtego modelu, chiński Buick Regal VI został zmodyfikowany pod kątem lokalnych wymagań rynkowych, debiutując jako 4-drzwiowy sedan.
Od pokrewnego, amerykańskiego Regala, a także europejskiego Opla Insignii i australijskiego Holdena Commodore, samochód odróżnia się dłuższym tyłem i wyraźniej zaznaczoną linią bagażnika, a także bogatszym podstawowym wyposażeniem. Ponadto, jako jedyny nie jest produkowany w niemieckiej fabryce Opla, lecz w chińskich zakładach GM-Shanghai w Szanghaju.
Po ogłoszeniu w grudniu 2019 roku decyzji amerykańskiego oddziału Buicka o wycofaniu Regala z tamtejszego rynku w 2020 roku, od tego czasu Regal stanie się modelem oferowanym i produkowanym wyłącznie dla rynku chińskiego. Jest to też ostatni model chińskiego oddziału Buicka będący bliźniaczym modelem Opla - po przejęciu tej marki w maju 2017 roku przez PSA, wszystkie nowe modele opracowywane są już na francuskich platformach.

### Restylizacje
W kwietniu 2020 roku chiński Buick Regal przeszedł obszerną restylizację nadwozia w identycznym zakresie, co europejski Opel Insignia. Pojawiły się ścięte u dołu reflektory, a także większa atrapa chłodnicy z cieńką chromowaną poprzeczką oraz zaktualizowany system multimedialny we wnętrzu.
W lipcu 2023 roku chiński Buick Regal VI przeszedł drugą, po raz pierwszy w historii tej linii modelowej dedykowany już tylko do tutejszego rynku i nie posiadający odpowiednika pod inną marką. W ramach modyfikacji samochód zyskał nową stylistykę pasa przedniego, który zdominował znacznie większy niż dotychczas wlot powietrza w kształcie trapezu nawiązującego do nowego języka stylistycznego Buicka zapoczątowanego przed rokiem. Ponadto samochód przyozdobiono nowymi logotypami firmy, a także zastąpiono dźwignię do wybierania trybów jazdy przyciskami.

### Silniki
- L4 1.5l LFV
- L4 1.8l 30H